# Atrax Morgue
Atrax Morgue war ein Death-Industrial-Projekt aus Sassuolo.

## Geschichte
Atrax Morgue wurde 1993 als Soloprojekt des italienischen Musikers Marco Corbelli begründet. Sein musikalisches Schaffen erschien vornehmlich als MCs auf Corbellis eigenem Label Slaughter Productions. Label und Projekt begannen zeitgleich. Das Label war nicht seinen Veröffentlichungen vorbehalten und veröffentlichte auch weitere Künstler des Death Industrial und Power Electronics.
Einige der MCs wurden als CD-R neu aufgelegt. Über die Jahre fand seine Musik hohen Anklang bei Anhängern der Post-Industrial-Szene und Corbelli wurde zu einer bekannten Figur des Death Industrials und Power Electronics. In den späten 1990er Jahren erschienen so diverse Alben des Projektes über populäre Post-Industrial-Label wie Self Abuse Records, dem Sublabel von Relapse Records Release Entertainment, Old Europa Café, RRRecords, Warcom Media, Less Then Zero, BloodLust! und Urashima. Am 6. Mai 2007 hörte Marco Corbelli, der ein großer Bewunderer des Films Das Irrlicht und der darin genutzten Musik war, das zugehörige Stück von Erik Satie und erhängte sich anschließend. Nach seinem Suizid wurde Corbelli gelegentlich als Ian Curtis des Post-Industrial tituliert. Einige Kompilationen seines Werkes folgten über unterschiedliche ehemalige Kooperationspartner.

## Konzept
Corbelli nutzte Atrax Morgue, nach eigenen Angaben, zur Selbstreflexion und Auseinandersetzung mit seinen eigenen Obsessionen, Wünsche und Störungen. Der thematische Fundus des Projektes lag dabei in gewalttätigen Fantasien von Sexualverbrechen und Mord in vielfältigen Variationen, sowie Auseinandersetzungen mit Tod und Verfall. So zeigten seine Veröffentlichungen oft Schwarzweißfotografien von toten Körpern in unterschiedlichen Stadien. Darunter Leichenschau-Bilder und Nahaufnahmen einzelner Körperteile. Teile seiner Diskografie erschienen dieser gestalterischen Konzeption folgend mit Instrumenten zur forensischen Untersuchung, wie Punktionsnadeln.

„With Atrax Morgue I simply made an exorcism of my inner self, when I’m recording I feel incredibly energies, and I feel to put out the obscure side of myself, my demons, what I never know about myself.“

„Mit Atrax Morgue exorziere ich einfach mein inneres Selbst, sobald ich aufnehme, spüre ich unglaubliche Energien, und habe das Gefühl, meine obskure Seite, meine Dämonen, etwas das, ich nicht über mich selbst weiß, herauszulassen.“

## Stil
Die Musik von Atrax Morgue wird dem  Death Industrial zugerechnet. Atrax Morgue folgte trotz der inhaltlichen Schwerpunkte und wiederkehrenden Themen einem Ansatz der Improvisation und freien Assoziation.
Die Musik kombiniert „minimale wie nervenaufreibende Noiseuntermalung“ mit „psychotische[m] Gekeife“ und den Themen entsprechendem Sampling. Dieser annähernd atonale Stil entwickelte sich über die Jahre weiter und wurde von Corbelli mit trotz der Improvisation in Ansätzen geringfügig strukturiert.

## Diskografie (Auswahl)
- 1993: In Search of Death (MC, Slaughter Productions)
- 1993: Black Slaughter (MC, Slaughter Productions)
- 1994: Collection in Formaldeide (MC-Boxset, Slaughter Productions)
- 1994: New York Ripper (MC, Slaughter Productions)
- 1994: Woundfucker (MC, Slaughter Productions)
- 1995: Deadbag (5MC-Boxset, Kompilation, Slaughter Productions)
- 1995: Esthetik of Corpse (MC, Slaughter Productions)
- 1996: 195 Melrose Avenue NW2 (MC, Self Abuse Records)
- 1996: Sickness Report (CD, Release Entertainment)
- 1996: Cut My Throat (CD, Slaughter Productions)
- 1997: Mechanic Asphyxia (MC, Slaughter Productions)
- 1997: Closed Exit (MC, Nail)
- 1997: Spasmosynthetics (MC, Labyrinth Recordings)
- 1997: Slush of a Maniac (CD, Crowd Control Activities)
- 1998: Atrax Morgue featuring Mörder Machine - DeathShow (MC-Boxset, Slaughter Productions)
- 1998: Disconnected (CD-R, Sin Organisation)
- 1999: Overcome (LP, Slaughter Productions)
- 2000: Paranoia (CD, Old Europe Café)
- 2003: Close to a Corpse (3CD-R, Slaughter Productions)
- 2003: Death-Orgasm Connector (CD, Slaughter Productions)
- 2005: No More (CD, Ars Benevola Mater)
- 2016: Necro Box (3LP- und CD-Boxset, Kompilation, Urashima)
- 2016: Ripper Box (3LP- und 2CD-Boxset, Kompilation, Urashima)